# Zabrdnji Toci
Zabrdnji Toci (izvirno srbsko Забрдњи Тоци) je naselje v Srbiji, ki upravno spada pod Občino Prijepolje; slednja pa je del Zlatiborskega upravnega okraja.

## Demografija
V naselju, katerega izvirno (srbsko-cirilično) ime je Забрдњи Тоци, živi 122 polnoletnih prebivalcev, pri čemer je njihova povprečna starost 54,3 let (51,4 pri moških in 57,5 pri ženskah). Naselje ima 56 gospodinjstev, pri čemer je povprečno število članov na gospodinjstvo 2,38.
To naselje je popolnoma srbsko (glede na rezultate popisa iz leta 2002), a v času zadnjih treh popisov je opazno zmanjšanje števila prebivalcev.
|  |

| Demografija | Demografija     | Demografija     |
| Leto        | Št. prebivalcev | Št. prebivalcev |
| ----------- | --------------- | --------------- |
|             |                 |                 |
|             |                 |                 |
|             |                 |                 |
|             |                 |                 |
| 1948        | 366             |                 |
| 1953        | 394             |                 |
| 1961        | 409             |                 |
| 1971        | 415             |                 |
| 1981        | 316             |                 |
| 1991        | 201             | 201             |
| 2002        | 133             | 133             |
|             |                 |                 |

| Etnična sestava po popisu iz leta 2002 | Etnična sestava po popisu iz leta 2002 | Etnična sestava po popisu iz leta 2002 | Etnična sestava po popisu iz leta 2002 | Etnična sestava po popisu iz leta 2002 |
| -------------------------------------- | -------------------------------------- | -------------------------------------- | -------------------------------------- | -------------------------------------- |
| Srbi                                   | Srbi                                   |                                        | 133                                    | 100,0%                                 |
| Neznano                                | Neznano                                |                                        | 0                                      | 0,0%                                   |